# Como ama una mujer
Como ama una mujer (spanisch für „Wie eine Frau liebt“) ist das fünfte Studioalbum der US-amerikanischen Sängerin Jennifer Lopez. Das Album ist ihr erstes komplett spanisches Album. Es wurde am 23. März 2007 unter Epic Records veröffentlicht.

## Hintergrund
Im Jahr 2004 veröffentlichte Lopez’ damaliger Ehemann Marc Anthony sein spanischsprachiges Album Amar Sin Mentiras, daraufhin hatte Lopez ebenfalls Pläne, ein Album auf Spanisch zu veröffentlichen. Allerdings wurde im Jahr 2005 mit Rebirth zunächst doch ein englischsprachiges Album der Sängerin veröffentlicht.
2006 wurde dann angekündigt, dass Lopez im nächsten Jahr ein spanischsprachiges Album veröffentlichen würde. Estéfano, einer der Produzenten des Albums meinte, dass das Album Kritikern beweisen wird, das Lopez wirklich singen kann.
Nachdem die Arbeit am Album abgeschlossen war, sagte Lopez in einen Interview, dass sie als Sängerin gereift wäre und von ihrem Ehemann viel Unterstützung erfahren habe.

## Promotion
Zur Promotion von Como ama una mujer reisten Lopez und Anthony zurück in Lopez alte Heimat der Bronx, um dort Fans zu treffen und unterschriebene Exemplare des Albums zu verteilen, als die beiden dort waren, sind mehr als 500 Leute erschienen. In einem Interview zum Besuch der Bronx meinte Lopez es berühre ihr Herz in der Lage zu sein das Album in ihrer alten Heimat zu promoten.

## Kritik
Das Album wurde von Kritikern gemischt aufgenommen, allerdings stimmten die Kritiker überein, dass Lopez Stimme sich verbessert habe. The York Press meinte: „Jennifer Lopez verblüfft viele mit ihrem spanischen Album, das endlich beweist, dass sie große musikalische Kraft besitzt.“
Tom Patrick meinte, wenn man Jennifer Lopez mag, wird man feststellen, dass das Album sehr angenehm ist. Es ist gut, um zu tanzen, hat emotionale Melodien und bietet Abwechslung. James Reed von The Boston Globe gab eine positive Kritik ab und meinte, Como ama una mujer sei trotz romantischer Neigungen ein aufrichtiges Album.

## Kommerzieller Erfolg
Como ama una mujer debütierte in den Top Ten der Billboard 200. Jennifer Lopez ist eine der wenigen Künstler, die mit einem spanischen Album in den amerikanischen Top Ten debütierten. Die anderen Künstler, die das geschafft haben, sind: Wisin y Yandel, Shakira, Maná, Don Omar und Selena Quintanilla-Pérez. Das Album hat in den USA die höchsten Verkaufszahlen für ein spanisches Debüt. Das Album erreichte Platz 1 der Billboard Top Latin Albums und der Latin Pop Albums in den USA.
In der Schweiz debütierte das Album auf Platz 1 der Albumcharts. In Deutschland erreichte das Album Platz 4 der Albumcharts.

## Titelliste
1. Qué Hiciste – 4:57
2. Me Haces Falta – 3:37
3. Como Ama una Mujer – 6:01
4. Te Voy a Querer – 4:40
5. Porque Te Marchas – 4:33
6. Por Arriesgarnos – 3:31
7. Tú – 4:10
8. Amarte es Todo – 4:00
9. Apresúrate – 5:02
10. Sola – 5:17
11. Adiós – 4:09

## Chartplatzierungen

### Album
| Jahr | Titel              | Höchstplatzierung, Gesamtwochen, AuszeichnungChartplatzierungen (Jahr, Titel, Platzierungen, Wochen, Auszeichnungen, Anmerkungen) | Höchstplatzierung, Gesamtwochen, AuszeichnungChartplatzierungen (Jahr, Titel, Platzierungen, Wochen, Auszeichnungen, Anmerkungen) | Höchstplatzierung, Gesamtwochen, AuszeichnungChartplatzierungen (Jahr, Titel, Platzierungen, Wochen, Auszeichnungen, Anmerkungen) | Höchstplatzierung, Gesamtwochen, AuszeichnungChartplatzierungen (Jahr, Titel, Platzierungen, Wochen, Auszeichnungen, Anmerkungen) | Höchstplatzierung, Gesamtwochen, AuszeichnungChartplatzierungen (Jahr, Titel, Platzierungen, Wochen, Auszeichnungen, Anmerkungen) | Anmerkungen                         |
| Jahr | Titel              | DE | AT | CH | US | Latin | Anmerkungen                         |
| ---- | ------------------ | --- | --- | --- | --- | --- | ----------------------------------- |
| 2007 | Como ama una mujer | DE4 (16 Wo.)DE | AT10 (10 Wo.)AT | CH1 (23 Wo.)CH | US10 (9 Wo.)US | Latin1 (30 Wo.)Latin | Erstveröffentlichung: 23. März 2007 |

### Singles
| Jahr | Titel       | Höchstplatzierung, Gesamtwochen, AuszeichnungChartplatzierungen (Jahr, Titel, Platzierungen, Wochen, Auszeichnungen, Anmerkungen) | Höchstplatzierung, Gesamtwochen, AuszeichnungChartplatzierungen (Jahr, Titel, Platzierungen, Wochen, Auszeichnungen, Anmerkungen) | Höchstplatzierung, Gesamtwochen, AuszeichnungChartplatzierungen (Jahr, Titel, Platzierungen, Wochen, Auszeichnungen, Anmerkungen) | Höchstplatzierung, Gesamtwochen, AuszeichnungChartplatzierungen (Jahr, Titel, Platzierungen, Wochen, Auszeichnungen, Anmerkungen) | Höchstplatzierung, Gesamtwochen, AuszeichnungChartplatzierungen (Jahr, Titel, Platzierungen, Wochen, Auszeichnungen, Anmerkungen) | Anmerkungen                         |
| Jahr | Titel       | DE | AT | CH | US | Latin | Anmerkungen                         |
| ---- | ----------- | --- | --- | --- | --- | --- | ----------------------------------- |
| 2007 | Qué hiciste | DE10 (14 Wo.)DE | AT19 (13 Wo.)AT | CH1 (32 Wo.)CH | US86 (1 Wo.)US | Latin1 (16 Wo.)Latin | Erstveröffentlichung: 12. März 2007 |